# Давидян Давид Рудікович
Давид Рудікович Давидян (вірм. Դավիթ Ռուդիկի Դավտյան / рос. Давид Рудикович Давидян; нар. 14 грудня 1997, Нижній Новгород, Росія) — російський та вірменський футболіст, півзахисник «Хімок».

## Клубна кар'єра
Вихованець нижньогородського футболу, в дитинстві також займався шахами та самбо. На дорослому рівні почав виступати у 2014 році у складі молодіжної команди нижньогородського «Олімпійця» у регіональних змаганнях.
2016 року дебютував у професіональному футболі у складі «Ности», яка грала у другому дивізіоні Росії. Наступний сезон провів у московському «Арараті», його команда стала переможцем зонального турніру ПФЛ.
На початку 2019 року перейшов до вірменського клубу «Арарат-Вірменія». Дебютний матч у чемпіонаті Вірменії зіграв 26 квітня 2019 року проти єреванського «Арарату», замінивши на 72-й хвилині кабовердійського легіонера Маїлсона. Усього за півсезону зіграв 3 матчі, у всіх виходив на заміну, а його команда здобула чемпіонський титул.
Влітку 2019 перейшов до іншого вірменського клубу, «Арарат» (Єреван), де в сезоні 2019/20 році став основним гравцем. 22 вересня 2019 року у матчі проти «Лорі» забив свій перший м'яч у вищому дивізіоні.
2020 року перейшов до «Алашкерта». Дебютував за клуб 21 серпня у поєдинк чемпіонату Вірменіїу проти «Ноах», відзначився голом у воротах суперника, тим самим приніс перемогу своєму клубу. Відзначився 5-ма голами в 9-ти матчах, завдяки чому був визнаний найкращим гравцем першої частини сезону чемпіонату Вірменії.
8 серпня 2021 року підписав контракт з «Хімками». У Прем'єр-лізі Росії дебютував того ж дня в поєдинку проти «Ростова», замінивши в додатковий час Сеніна Себаї.

## Кар'єра в збірній
Народився та виріс у Росії, але на міжнародному рівні мав право представляти Росію або Вірменію. У червні 2021 року отримав дебютний виклик до національної збірної Вірменії на товариські матчі, але через травму за національну команду тоді так і не дебютував.

## Статистика виступів

### Клубна
Станом на 8 серпня 2021
| Клуб                  | Сезон             | Ліга                  | Ліга  | Ліга | Національний кубок | Національний кубок | Єврокубки | Єврокубки | Інші  | Інші | Загалом | Загалом |
| Клуб                  | Сезон             | Дивізіон              | Матчі | Голи | Матчі              | Голи               | Матчі     | Голи      | Матчі | Голи | Матчі   | Голи    |
| --------------------- | ----------------- | --------------------- | ----- | ---- | ------------------ | ------------------ | --------- | --------- | ----- | ---- | ------- | ------- |
| «Носта» (Новотроїцьк) | 2016–17           | ПФЛ Росії             | 22    | 2    | 1                  | 0                  | —         | —         | —     | —    | 23      | 2       |
| «Арарат» (Москва)     | 2017–18           | ПФЛ Росії             | 12    | 4    | 2                  | 0                  | —         | —         | —     | —    | 14      | 4       |
| «Арарат-Вірменія»     | 2018–19           | Прем'єр-ліга Вірменії | 3     | 0    | 0                  | 0                  | —         | —         | —     | —    | 3       | 0       |
| «Арарат» (Єреван)     | 2019–20           | Прем'єр-ліга Вірменії | 19    | 1    | 1                  | 0                  | —         | —         | —     | —    | 20      | 1       |
| «Алашкерт»            | 2020–21           | Прем'єр-ліга Вірменії | 19    | 5    | 7                  | 2                  | 0         | 0         | —     | —    | 26      | 7       |
| «Алашкерт»            | 2021–22           | Прем'єр-ліга Вірменії | 0     | 0    | 0                  | 0                  | 4         | 0         | —     | —    | 4       | 0       |
| «Алашкерт»            | Усього за кар'єру | Усього за кар'єру     | 19    | 5    | 7                  | 2                  | 4         | 0         | -     | -    | 30      | 7       |
| «Хімки»               | 2021–22           | Прем'єр-ліга Росії    | 1     | 0    | 0                  | 0                  | —         | —         | —     | —    | 1       | 0       |
| Усього за кар'єру     | Усього за кар'єру | Усього за кар'єру     | 76    | 12   | 11                 | 2                  | 4         | 0         | -     | -    | 91      | 14      |

1. ↑  Матчі в Лізі Європи УЄФА
2. ↑  Матчі в Лізі чемпіонів УЄФА

## Титули і досягнення
- Чемпіон Вірменії (3):

«Арарат-Вірменія»: 2018-19
«Алашкерт»: 2020-21
«Пюнік»: 2023-24